# Incidente del Boeing 727 di Lignes Aériennes Congolaises del 1998
L'incidente del Boeing 727 di Lignes Aériennes Congolaises si riferisce a un servizio passeggeri nazionale non di linea da Kindu a Kinshasa abbattuto dalle forze ribelli subito dopo il decollo dall'aeroporto di Kindu, durante la salita, il 10 ottobre 1998. Tutti i 41 occupanti dell'aereo morirono nel disastro.

## L'aereo
L'aereo coinvolto era un Boeing 727-30 della Lignes Aériennes Congolaises, codice di registrazione 9Q-CSG, che compì il suo primo volo il 10 marzo 1965. Questo velivolo aveva 33 anni al momento dell'incidente.

## L'abbattimento
Il Boeing 727-30 della Lignes Aériennes Congolaises era decollato dall'aeroporto di Kindu (KND/FZOA) con un volo passeggeri nazionale non di linea diretto all'aeroporto di N'djili di Kinshasa con 38 passeggeri e 3 membri dell'equipaggio a bordo. A soli 3 minuti dall'inizio del volo, la parte posteriore dell'aereo è stata colpita da un missile terra-aria Strela 2 di fabbricazione russa. Il capitano ha tentato di effettuare un atterraggio di emergenza, ma il 727 si schianta nel mezzo di una fitta giungla vicino a Kindu. Tutte le 41 persone a bordo perdono la vita.